# Općina Pivka
Općina Pivka (slo.:Občina Pivka) je općina u južnoj Sloveniji u statističkoj regiji Notranjsko-kraškoj. Središte općine je naselje Pivka s 2.059 stanovnika.

## Zemljopis
Zapadni dio općine je niži i u vidu krškog polja, dok je istočni dio planinski. Klima u općini Pivka je sredozemna. Najvažniji vodotok je rijeka Reka, a u općini postoji i nekoliko ponornica.

## Naselja u općini
Buje, Dolnja Košana, Drskovče, Čepno, Gornja Košana, Gradec, Juršče, Kal, Klenik, Mala Pristava, Nadanje selo, Narin, Neverke, Nova Sušica, Palčje, Parje, Petelinje, Pivka, Ribnica, Selce, Slovenska vas, Stara Sušica, Suhorje, Šilentabor, Šmihel, Trnje, Velika Pristava, Volče, Zagorje

## Vanjske poveznice
- Službena stranica općine